# Bron van inkomen
Bron van inkomen is een begrip dat weliswaar niet voorkomt in de Wet inkomstenbelasting 2001 (Wet IB 2001), maar wel een belangrijke rol speelt bij de belastingheffing in box 1 (Inkomen uit werk en woning).
Inkomsten, die voortvloeien uit een bron mogen en moeten ook worden opgevoerd in box 1. Als een bron ontbreekt is er geen sprake van belastbare positieve inkomsten of aftrekbare negatieve inkomsten.
Naar Nederlandse jurisprudentie bestaat er een bron van inkomen als er voldaan is aan al deze voorwaarden (er moet aan alle criteria worden voldaan):
- er is sprake van deelname aan het economische verkeer;
- de betrokkene heeft het voordeel beoogd (subjectief);
- het voordeel is redelijkerwijs te verwachten (objectief).

Hierbij zijn vooral het eerste en het derde punt van belang. De reden hiervoor is dat het vaak moeilijk te bewijzen valt of voordeel beoogd is. Bij positief inkomen zou anders de belastingplichtige kunnen beweren dat het inkomen niet beoogd en dus niet belast is en bij negatief inkomen dat een (positief) inkomen wel te verwachten is.

## Deelname aan het economisch verkeer
Er is sprake van deelname van economisch verkeer indien (economische) activiteiten buiten de eigen kring plaatsvinden. Hierbij kan bijvoorbeeld gedacht worden aan een inschrijving in het handelsregister van de Kamer van Koophandel, het maken van reclame of het actief benaderen van potentiële klanten (acquisitie). De activiteiten dienen zich niet af te spelen in de gezins- of hobbysfeer. Is dit laatste wel het geval dan is er geen sprake van een bron van inkomen.

## Voordeel beoogd
Hiervan is sprake als de activiteiten die uitgevoerd worden zijn bedoeld met het oogmerk om daarmee voordeel te behalen. Als het voordeel onbedoeld ontstaat dan is er geen sprake van een bron van inkomen. Een voorbeeld hiervan is het geven van advies aan iemand wat voor de desbetreffende persoon positief uitpakt. Als dit advies om niet is gegeven, maar er wordt uit dank een deel van het behaalde inkomen aan de adviseur gegeven dan is er in dit geval geen sprake van een bron van inkomen. Het voordeel was namelijk niet beoogd.
Het gaat er niet om of de belastingplichtige het voordeel zegt te hebben beoogd, maar of het voor een derde duidelijk is of dit al dan niet beoogd is.

## Voordeel te verwachten
Het gaat er hier om of het (objectief) redelijkerwijs te verwachten is dat de activiteit ooit een voordeel gaat opleveren. Hierbij kan worden gekeken naar de soort activiteit, de conjunctuur en de vraag naar de ontplooide activiteit. Is dit redelijkerwijs te verwachten en is ook aan de eerste twee voorwaarden voldaan dan is er sprake van een bron van inkomen.
Dit betekent dat een activiteit bijvoorbeeld best een aantal jaren verlies mag opleveren. Dit mag zolang maar te verwachten is dat het uiteindelijk inkomen gaat opleveren. Of dit het geval is kan heel verschillend zijn. Voor bijvoorbeeld een kunstschilder kan het veel langer duren voordat voordeel - naar verwachting - behaald zal worden dan voor bijvoorbeeld een huisschilder.
Het bepalen of er sprake is van een bron van inkomen is alleen van belang voor inkomsten uit box 1 en niet bij inkomen uit aanmerkelijk belang box 2 of inkomen uit sparen en beleggen box 3. Het gaat hier dan om de inkomstencategorieën:
- de belastbare winst uit onderneming;
- het belastbare loon en;
- het belastbare resultaat uit overige werkzaamheden.

## Eigen woning
De eigen woning wordt in de fiscale systematiek ook gezien als een bron van inkomen in box 1. Dit betekent onder voorwaarden dat de voordelen uit de woning belast worden, terwijl de gemaakte kosten in aftrek kunnen worden gebracht.